# ラクラン・ボーシェー
ラクラン・ボーシェー（Lachlan Boshier、1994年11月16日 - ）は、ジャパンラグビーリーグワン埼玉パナソニックワイルドナイツに所属するラグビー選手。

## プロフィール
- ニュージーランド・ニュープリマス出身[1]。
- ポジションはフランカー(FL)。
- 身長 191 cm、体重 104 kg
- U20ニュージーランド代表に選ばれたことがある[2]。
- 北島代表に選ばれたことがある[3]。

## 略歴
ニュープリマスボーイズ高校卒業後、タラナキ、チーフスを経て、2021年、パナソニック ワイルドナイツ(現・埼玉パナソニックワイルドナイツ)に加入。
2022年1月23日に行われたJAPAN RUGBY LEAGUE ONE第3節横浜キヤノンイーグルス戦にて途中出場で日本での公式戦初出場を果たした。
2024年2月4日に行われた「THE CROSS-BORDER RUGBY 2024」では、ギャラガー・チーフスでゲームキャプテンを務める弟のケイラム・ボーシェーと同じ背番号7で出場し、兄弟対決となった。